# За стеной (фильм, 1971)
«За стеной» (пол. Za ścianą) — польский чёрно-белый художественный драматический фильм, снятый Кшиштофом Занусси в 1971 году по сценарию Занусси и Эдварда Жебровского. В нём рассказывается о встрече успешного мужчины-учёного и погруженной в депрессию женщины, также стремящейся к карьере учёного.
Фильм продолжительностью менее одного часа иногда называют одним из лучших в истории польского кинематографа.

## Сюжет
Биохимик Ян живёт один, у него успешная научная карьера: он заведует лабораторией, несколько лет назад защитил докторскую диссертацию, готовится стать профессором. Однажды, выходя из дома, он встречает у лифта молодую женщину по имени Анна из того же подъезда. Она просит подвезти её: как оказалось, Анна по специальности биолог, но ей пришлось уйти с прежней работы, и теперь она хочет устроиться в тот же институт, где работает Ян. Начальника Яна нет на месте, и он по телефону просит «избавиться» от Анны, поскольку непонятно, почему она ушла с прежней работы, какие у неё есть научные публикации и каковы перспективы написанию ею диссертации. Ян разговаривает с Анной, давая ей понять, что её не примут на работу. Анна уходит.
В другой раз Анна встречает Яна возле дома и просит его зайти к ней в квартиру: она хочет показать ему свои публикации, чтобы он не думал, что она обманывает его. Ян заходит к Анне. Её основная публикация оказывается написанной другими авторами, а Анне лишь выражается благодарность, хотя, по её словам, она сделала «всю чёрную работу» по теме. При этом у Анны есть публикация по популяризации науки. Диссертацию Анна не написала, поскольку поняла, что прежняя тема бесперспективна, но не смогла сформулировать новую тему. Она предлагает Яну чай, пытается поставить пластинку с музыкой Бетховена, однако проигрыватель сильно заедает. У неё выбивает пробки, которые Ян чинит. Ему становится неуютно в квартире, и он хочет уйти: видно, что Анна находится в тяжёлой депрессии и не знает, что ей дальше делать в жизни.
Позже, возможно уже в другой день, Ян видит из окна, что на балкон Анны выходит покурить врач в белом халате. Он подходит к её квартире и видит там собравшихся людей: Анна чуть было не умерла из-за того, что у неё в квартире вода из кастрюлю погасила огонь на плите, и произошла утечка газа. Когда врачи уходят, Ян подходит к Анне, которая лежит в постели. Опасность для её жизни миновала, и она говорит, что всё хорошо и Ян может идти. Он уходит, а затем видит из окна, как Анна выходит на балкон. Постояв там немного, она поливает цветы из бутылки и возвращается в комнату.

## В ролях
- Збигнев Запасевич — Ян, доцент
- Майя Коморовская — Анна
- Ян Кречмар — профессор (голос)
- Эугения Херман — секретарша профессора
- Ядвига Колонна-Валевска — соседка Анны
- Пётр Гарлицкий — Пётр
- Кшиштоф Маховский — ассистент доцента
- Богдан Невиновский — врач
- Мариан Глинка — медбрат

## Награды
- 1971 — МКФ в Сан-Ремо — главный приз[3][4]
- 1971 — МКФ в Сан-Ремо — лучшая женская роль (Майя Коморовская)[3]
- 1972 — «Золотой экран» (премия журнала «Экран») — лучшая мужская роль (Збигнев Запасевич)[3][5]

## Отзывы
В обзоре портала Culture.pl говорится о том, что фильм является «одной из первых ласточек „кино морального беспокойства“». Его главные герои — «люди неоднозначные и нетипичные»: «Ян воплощает стабильность, душевное равновесие и при этом — отчуждение», он «не идёт на контакт, которого так отчаянно ищет Анна». Тем не менее, встреча героев приводит к тому, что «мужчина, вероятно, невольно начинает понимать, что холодный рационализм не более, чем маска, защищающая его от других людей». По мнению обозревателя портала, «маленький шедевр» Занусси по-прежнему актуален, учитывая, что «анонимность и одиночество в больших блочных домах, страдание как следствие ошибочного выбора в жизни, неудавшаяся научная карьера — темы, важные для нас сегодня».
По мнению Мирона Черненко, своего рода «нереализованный вариант финала» фильма «За стеной» представлен в фильме Эдварда Жебровского 1972 года «Спасение», где Коморовская играет жену героя-доцента (в роли которого также задействован Запасевич).